# 井内慶次郎
井内 慶次郎（いない けいじろう、1924年（大正13年）1月6日 - 2007年（平成19年）12月25日）は、日本の官僚。元文部事務次官。正四位勲二等旭日重光章。広島県出身。

## 略歴
- 広島高等師範学校附属中学校卒業
- 広島高等学校卒業
- 東京大学法学部卒業
- 1947年（昭和22年）文部省入省（社会教育局）
- 1951年（昭和26年）千葉県社会教育課長
- 1955年（昭和30年）4月22日 文部省大臣官房会計課副長
- 文部省大臣官房会計副参事官
- 1958年（昭和33年）5月1日 文部省社会教育局視聴覚教育課長
- 1960年（昭和35年）1月22日 文部省管理局教育施設部助成課長
- 1963年（昭和38年）4月1日 文部省大学学術局大学課長
- 1965年（昭和40年）6月1日 文部省大学学術局庶務課長
- 1966年（昭和41年）7月1日 文部省大臣官房会計課長
- 1968年（昭和43年）6月15日 文部省初等中等教育局審議官
- 1971年（昭和46年）6月22日 文部省大臣官房長
- 1974年（昭和49年）6月18日 文部省大学局長
- 1975年（昭和50年）11月19日 文部省大臣官房長
- 1977年（昭和52年）6月10日 文部省学術国際局長
- 1978年（昭和53年）6月20日 文部事務次官
- 1980年（昭和55年）6月6日 退官
- 1980年（昭和55年）7月1日 国立教育会館館長
- 1982年（昭和57年）7月1日 国立教育会館館長（再任）
- 1984年（昭和59年）7月1日 国立教育会館館長（再任）
- 1986年（昭和61年）7月1日 国立教育会館館長（再任）
- 1989年（平成元年）4月1日 東京国立博物館長
- 1992年（平成4年）12月31日 同退任
- 1999年（平成11年）11月3日 叙勲二等授旭日重光章
- 2007年（平成19年）12月25日 心不全のため死去[1]。叙正四位

## 著書
- 『生涯学習を振興するための行政』（編著）（全日本社会教育連合会、1991年）
- 『改訂 社会教育法解説』（山本恒夫、浅井経子と共著）（全日本社会教育連合会、2001年）
- 『生涯学習「eソサエティ」ハンドブック――地域で役立つメディア活用の発想とポイント』（監修）（山本恒夫、浅井経子、伊藤康志編）（文憲堂、2004年）
- 『生涯学習「自己点検・評価」ハンドブック――行政機関・施設における評価技法の開発と展開』（監修）（山本恒夫、浅井経子、椎廣行編）（文憲堂、2004年）
- 『生涯学習「答申」ハンドブック――目標・計画づくり、実践への活用』（監修）（山本恒夫、浅井経子編）（文憲堂、2004年）
- 『明治文教の曙』（雄松堂出版、2004年）